# Eugen Schmid (Waldsassen)
Eugen Schmid (* 9. Februar 1688 in Fürstenfeldbruck; † 8. Januar 1744, Taufname Georg) war Abt des Klosters Waldsassen von 1724 bis 1744.

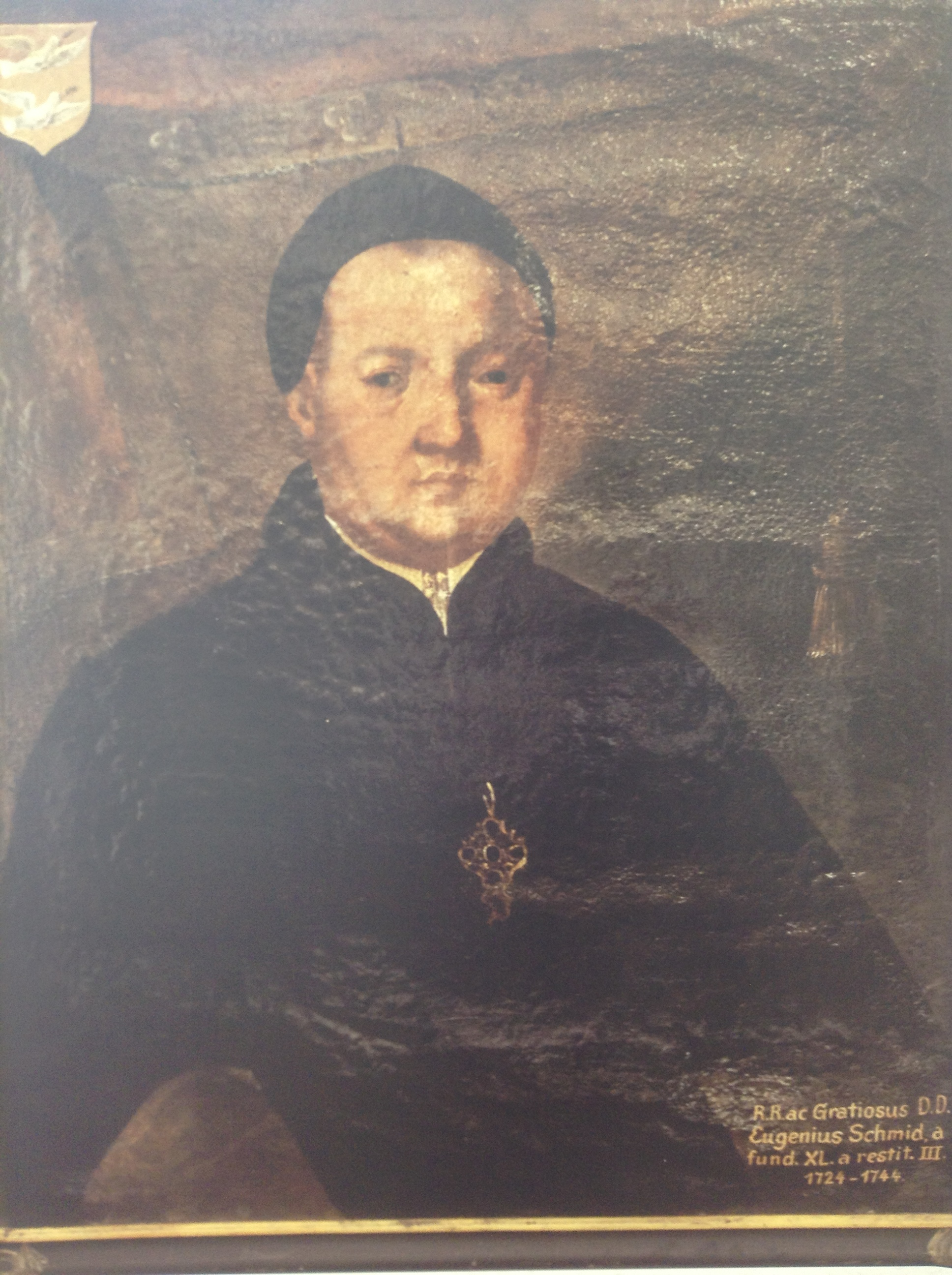
Porträt des Abtes Eugen Schmid (1724–1744) aus der Stiftsbibliothek von Waldsassen

Georg (= Taufname) Schmid schloss 1707 das Jesuitengymnasium München (heute Wilhelmsgymnasium München) ab. 1709 trat er in das Kloster Waldsassen ein und erhielt dort den Klosternamen Eugen. Ab 1714 war er Stadtpfarrer von Tirschenreuth. Als Abt übernahm er, anders als seine Vorgänger, ein lebendiges und gut ausgestattetes Kloster, so dass er sich auf wirtschaftliche und seelsorgerische Aspekte konzentrieren konnte. Er ließ von 1724 bis 1726 die Stiftsbibliothek Waldsassen ausbauen und sie verdankt ihm weitgehend ihr heutiges Aussehen. Der Abt ist dort mit seinem Wappen, seinen Insignien und seinem Porträt im Deckengewölbe vertreten. Zu den beauftragten Künstlern zählen der Bildhauer Karl Stilp, der Maler Karl Hofreiter und der Stuckateur Jacopo Appiani. Mit der Erlaubnis des Abtes siedelte sich Frater Galgan Schneider (1682–1738) als erster Einsiedler in Köllergrün an und errichtete eine Klause und Kapelle. Eugen Schmid trat mehrfach als Bauherr in Erscheinung, so etwa bei der Pfarrkirche Mariä Himmelfahrt in Beidl, und sorgte beispielsweise für den Einbau einer Orgel in der Dreifaltigkeitskirche Kappl. 1734 wurde er zum Generalvikar und Visitator der Provinz Bayern ernannt und wohnte 1738 dem Generalkapitel des Zisterzienserordens im Kloster Cîteaux bei.